# Вуоксела

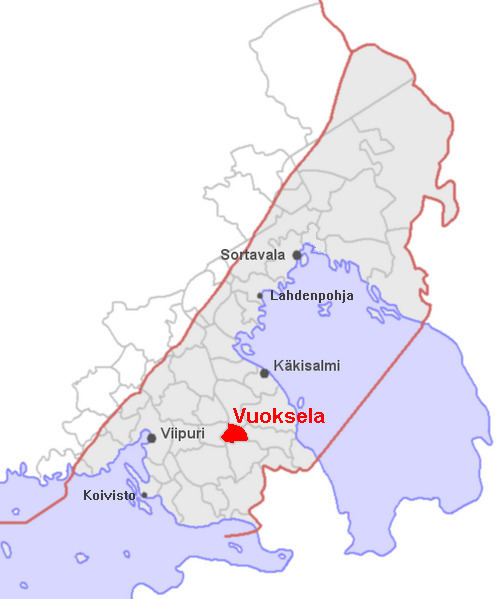
Местоположение волости Вуоксела в 1944 году

Вуоксела (фин. Vuoksela) — бывшая финская волость, располагавшаяся вдоль реки Вуоксы на Карельском перешейке. В 1928—1929 годах здесь по проекту архитектора Илмари Лауниса была построена лютеранская церковь, закрыта в 1940 году.

## Деревни волости
Алхолы, Хирвисаари, Контула, Коттила, Кунинкаанристи (Ромашки), Ноисниеми (Мыс), Пяйвякиви, Ряйхяранта (Понтонное), Уусикюля и Вирккиля (церковная деревня)
В 1937—1938 учебном году волость была разделена на 8 школьных округов.

## Фотографии

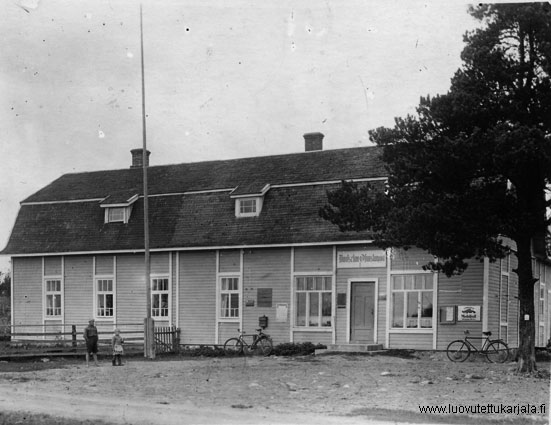
Кооператив Вуоксела в Уусикюля перед Зимней войной.
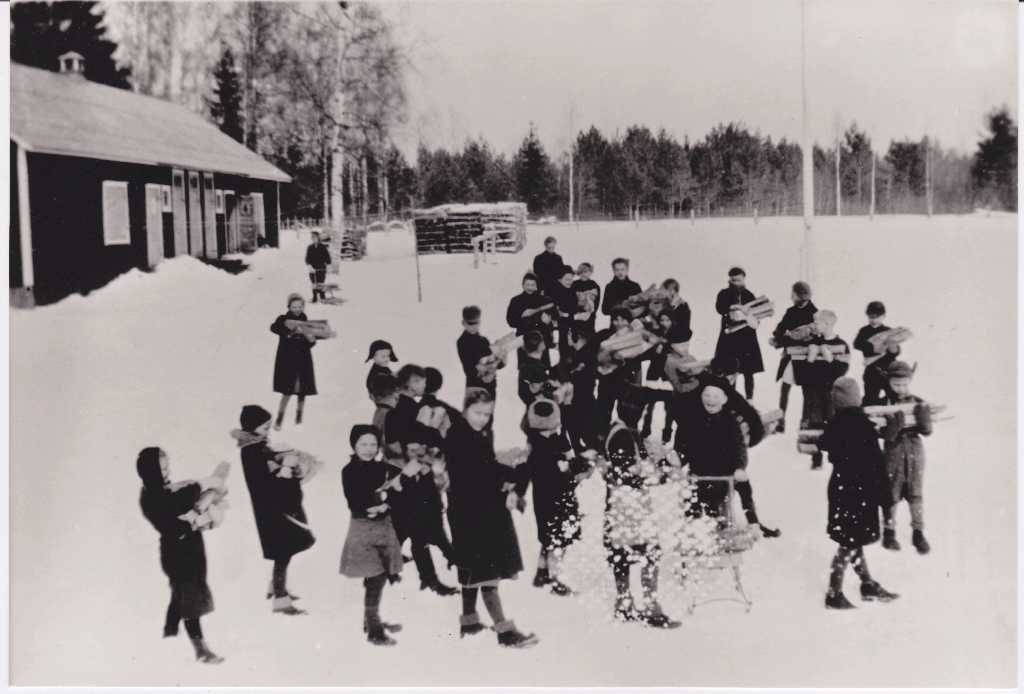
Ученики школы Вуоксела Алхола несут дрова, 1943
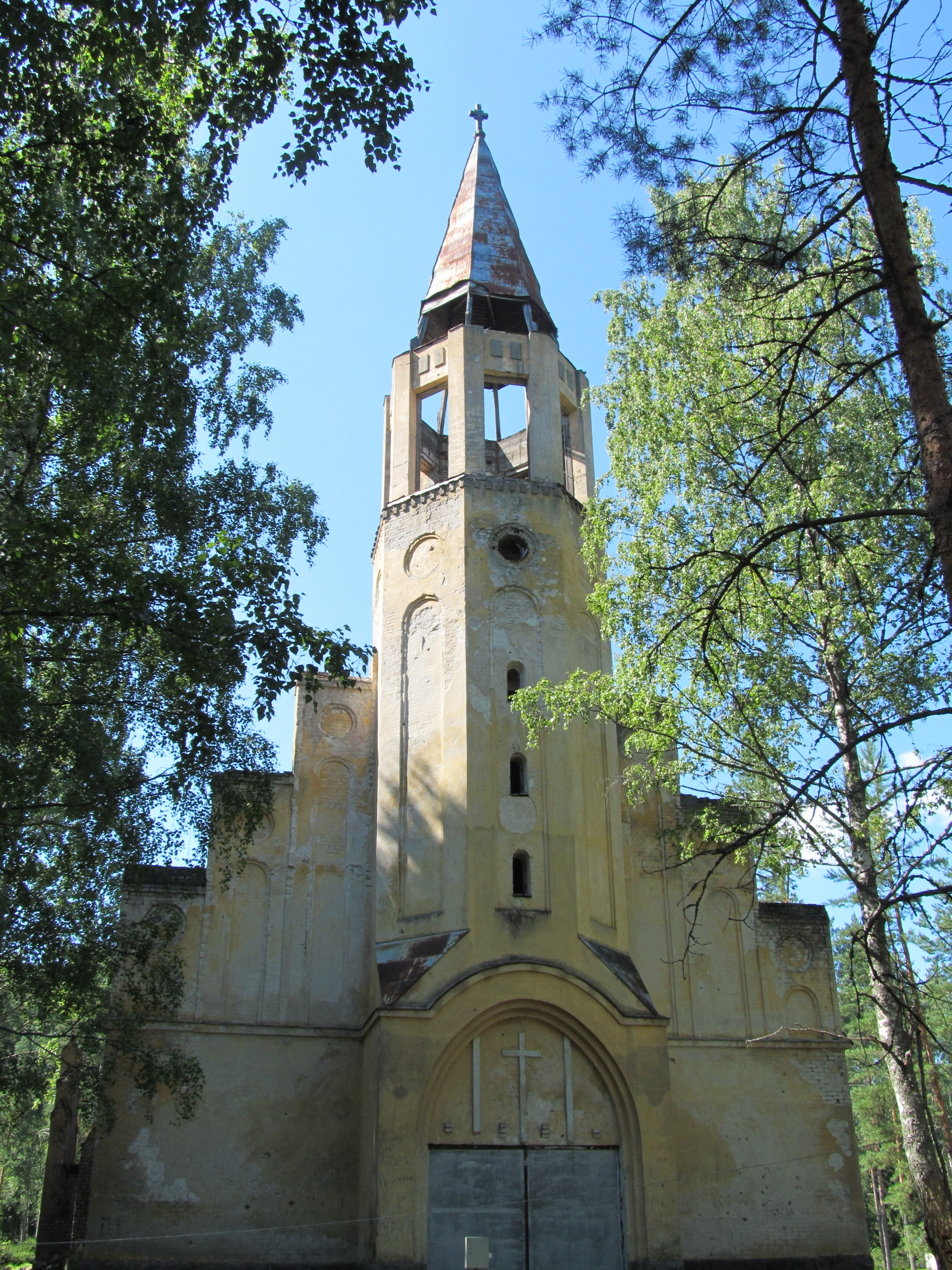
Руины лютеранской церкви Вуоксела